# Tính toán thời gian thực
Trong ngành khoa học máy tính, bộ môn tính toán thời gian thực nghiên cứu các hệ thống phần cứng và phần mềm chịu "ràng buộc thời gian thực" - các giới hạn về khoảng thời gian từ khi sự kiện xảy ra cho tới khi hệ thống phản ứng với sự kiện đó. Ngược lại, một hệ thống phi thời gian thực là hệ thống không có giới hạn về thời gian phản ứng, ngay cả khi phản ứng nhanh hay hiệu năng cao là cái được mong muốn. Nhu cầu về phần mềm thời gian thực thường được đề cập đến trong ngữ cảnh của các hệ điều hành thời gian thực và các ngôn ngữ lập trình đồng bộ (Synchronous programming language) - những thứ cung cấp framework cho việc xây dựng các phần mềm ứng dụng thời gian thực.
Một hệ thống thời gian thực có thể là một hệ thống mà việc nó phản ứng đủ nhanh với các sự kiện để đáp ứng được các thời hạn có tính chất quyết định đối với thành công của hệ thống. Hệ thống chống bó phanh của ô tô là một ví dụ đơn giản về một hệ thống tính toán thời gian thực - ràng buộc thời gian thực trong hệ thống này là khoảng thời gian ngắn mà phanh phải được nhả ra sau khi giữ để tránh việc bánh xe bị khóa lại. Các tính toán thời gian thực được coi là thất bại nếu chúng không được hoàn thành trước thời hạn, trong đó thời hạn được tính tương đối đối với một sự kiện. Hệ thống nhất định phải tính toán kịp thời hạn, bất kể tải của hệ thống cao đến đâu.

### Ủy ban Kỹ thuật
- IEEE Technical Committee on Real-Time Systems
- Euromicro Technical Committee on Real-time Systems

### Hội nghị khoa học
- ECRTS - Euromicro Conference on Real-time Systems
- IEEE Real-time Systems Symposium
- IEEE Real-time Technology and Applications Symposium
- International Symposium on Object-oriented Real-time distributed Computing Lưu trữ ngày 20 tháng 7 năm 2008 tại Wayback Machine
- IEEE International Conference on Embedded and Real-Time Computing Systems and Applications

### Các nhóm nghiên cứu
- Real-Time & Embedded Computing Laboratory                (USMAN SHARIF BCS-SP03-37) Lưu trữ ngày 24 tháng 2 năm 2012 tại Wayback Machine
- Mälardalen Real-Time research Centre Lưu trữ ngày 4 tháng 10 năm 2011 tại Wayback Machine
- Real-time, Embedded, and Specialized Systems Platform Task Force Lưu trữ ngày 17 tháng 5 năm 2008 tại Wayback Machine
- Real-Time Computing Laboratory Lưu trữ ngày 18 tháng 1 năm 2010 tại Wayback Machine
- Real-Time Systems Laboratory
- RTSE Laboratory Lưu trữ ngày 4 tháng 1 năm 2014 tại Wayback Machine
- Institute for Systems Engineering - Real Time systems Group
- Real-Time & Embedded Computing Conference Lưu trữ ngày 7 tháng 1 năm 2009 tại Wayback Machine
- Vienna University of Technology - Institute for Computer Engineering - Real-Time Systems Group Lưu trữ ngày 5 tháng 12 năm 2011 tại Wayback Machine
- Real-Time Systems Research Group at the University of York, UK